# 蕭家芝
蕭家芝（1614年—1686年），字紫眉，號孝缽，河南省懷慶府河內縣（今河南省沁陽縣）人，清朝政治人物、進士出身。

## 生平
順治九年（1653年）登進士二甲二十五名，改刑部主事，升任刑部山東清吏司郎中。順治十一年（1655年）恤刑浙江。次年恤刑山西。著有《丹陵集》。